# مارکو فرارا
مارکو فرارا (انگلیسی: Marco Ferrara؛ زادهٔ ۵ مهٔ ۱۹۹۴) بازیکن فوتبال اهل ایتالیا است.
از باشگاه‌هایی که در آن بازی کرده‌است می‌توان به باشگاه فوتبال اینتر میلان و باشگاه فوتبال یو. اس. پرگولیتزه اشاره کرد.